# Republika Chińska na Zimowych Igrzyskach Olimpijskich 1976
Republikę Chińską na Zimowych Igrzyskach Olimpijskich 1976 reprezentowało sześciu zawodników (sami mężczyźni). Był to drugi start reprezentacji Tajwanu na zimowych igrzyskach olimpijskich.

## Skład kadry

### Biathlon
Mężczyźni
| Zawodnik      | Konkurencja   | czas biegu | Kary  | Łączny czas | Pozycja |
| ------------- | ------------- | ---------- | ----- | ----------- | ------- |
| Ueng Ming-yih | Bieg na 20 km | 1:32:09,37 | 10:00 | 1:42:09,37  | 50.     |
| Shen Li-chien | Bieg na 20 km | 1:49:32,91 | 9:00  | 1:58:32,91  | 51.     |

### Biegi narciarskie
Mężczyźni
| Zawodnik        | Konkurencja   | czas       | Pozycja |
| --------------- | ------------- | ---------- | ------- |
| Ueng Ming-yih   | Bieg na 15 km | 57:02,75   | 73.     |
| Liang Reng-guey | Bieg na 15 km | 1:06:02,79 | 76.     |
| Shen Li-chien   | Bieg na 15 km | 1:06:45,77 | 77.     |

### Narciarstwo alpejskie
Mężczyźni
| Zawodnik      | Konkurencja | Konkurencja | Konkurencja       | Konkurencja       | Konkurencja   | Konkurencja   | Konkurencja                 | Konkurencja                 | Konkurencja                 | Konkurencja                 |
| Zawodnik      | Zjazd       | Zjazd       | Slalom gigant     | Slalom gigant     | Slalom gigant | Slalom gigant | Slalom specjalny            | Slalom specjalny            | Slalom specjalny            | Slalom specjalny            |
| Zawodnik      | Czas        | Pozycja     | Czas 1. przejazdu | Czas 2. przejazdu | Czas łączny   | Pozycje       | Czas 1. przejazdu           | Czas 2. przejazdu           | Czas łączny                 | Pozycja                     |
| ------------- | ----------- | ----------- | ----------------- | ----------------- | ------------- | ------------- | --------------------------- | --------------------------- | --------------------------- | --------------------------- |
| Chen Yun-ming |             |             | 2:39,82           | 2:43,46           | 5:23,28       | 52.           | Nie ukończył 1-go przejazdu | Nie ukończył 1-go przejazdu | Nie ukończył 1-go przejazdu | Nie ukończył 1-go przejazdu |

### Saneczkarstwo
Mężczyźni
| Zawodnik                        | Konkurencja | Ślizg 1 | Ślizg 2  | Ślizg 3  | Ślizg 4 | Łącznie  | Pozycja |
| ------------------------------- | ----------- | ------- | -------- | -------- | ------- | -------- | ------- |
| Shieh Wei-cheng                 | Jedynki     | 56,256  | 56,213   | 56,914   | 55,817  | 3:45,200 | 34.     |
| Huang Liu-chong                 | Jedynki     | 55,405  | 1:42,821 | 1:49,520 | 54,900  | 5:22,646 | 38.     |
| Shieh Wei-cheng Huang Liu-chong | Dwójki      | 45,745  | 45,633   |          |         | 1:31,378 | 21.     |